# NGC 313
NGC 313 é um sistema estelar triplo na direção da constelação de Pisces. O objeto foi descoberto pelo astrônomo William Parsons em 1850, usando um telescópio refletor com abertura de 72 polegadas. 